# Noyant-d'Allier
Noyant-d'Allier [noaja~d'alié] je francouzská obec v departementu Allier v regionu Auvergne. V roce 2011 zde žilo 684 obyvatel.

## Sousední obce
Cressanges, Gipcy, Châtillon, Meillers, Souvigny, Tronget

## Vývoj počtu obyvatel
Počet obyvatel 